# سیگاریتیس
سیگاریتیس (نام علمی: Cigaritis) نام یک سرده از تیره پرنیان‌بالان است.